# 接心
接心（せっしん）とは、攝（摂）心とも書き、散乱する心を一つに摂むることをいう。心によく気をつけること。摂心不乱（せっしんふらん）などともいう。遺教経には「常当摂心在心」とある。

## 概要
禅宗においては、坐禅を修して、精神を一つの対象に集中させ散乱させないことである。禅宗では後々、特に一定の期間、昼夜を問わず絶え間なく坐禅をする修行をいうようになった。